# Coenosia latitibia
Coenosia latitibia är en tvåvingeart som beskrevs av Albuquerque 1957. Coenosia latitibia ingår i släktet Coenosia och familjen husflugor. Inga underarter finns listade i Catalogue of Life.